# Municipi d'Aloja
Aloja és un dels 110 municipis de la República de Letònia, que es troba al sud-oest del país bàltic, i que té com a capital la ciutat d'Aloja. El municipi va ser creat l'any 2009 després de la reorganització territorial. La seva població està composta per un total de 6.152 persones (2009). La superfície del municipi té uns 630,7 kilòmetres quadrats. La densitat poblacional és de 9,75 habitants per kilòmetre quadrat.

## Ciutats i zones rurals
- Aloja (ciutat amb zona rural)
- Braslavas pagasts (zona rural)
- Brīvzemnieku pagasts (zona rural)
- Staicele (ciuadad con zona rural)